# Jamora

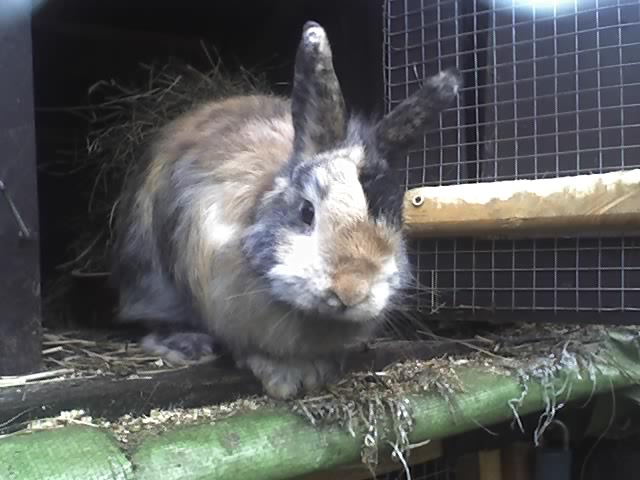
Jamora

Jamora sind eine langhaarige Kaninchenrasse, die durch ihr langes, dem Zwergfuchskaninchen ähnelndes Fell und ihre bunte schwarz-gelbe, vom Japanerkaninchen abgeleitete Färbung gekennzeichnet ist. Von Züchtern wird die Färbung als harlequinfarbig beschrieben. Ihr Normalgewicht liegt bei 2 kg, das zulässige Höchstgewicht bei 2,5 kg. Damit sind sie schwerer als die Zwergkaninchen und etwas leichter als das zu den kleinen Rassen gehörige Russenkaninchen. Das Jamorakaninchen bildet zusammen mit den Fuchskaninchen, Fuchszwergen und Angorakaninchen die Abteilung der Langhaarrassen.
Die Herauszüchter geben für ihre Rasse die Erbformel:
AbjCDgv (Deutsche Symbolik) an, in englischer Symbolik lautet die Erbformel aBCDej.
Ob wirklich der Wildfarbigkeitsfaktor G bzw. A beim Jamora vollständig verdrängt wurde, ist nach Franke fraglich, da dies beim Japanerkaninchen noch nicht gelungen ist.

## Geschichte der Rasse
Das Jamorakaninchen ist eine recht junge Kaninchenrasse. An ihrer Herauszüchtung waren Dr. Bernhard Thimm aus Dornstadt sowie Barbara Bauerschmidt und Johannes Heldt aus Blaustein bei Ulm beteiligt. Das Ziel dieser Züchter war es, eine kleine, langhaarige, durch ihr Erscheinungsbild auffallende Kaninchenrasse zu schaffen. Zur Zucht der neuen Rasse verwendeten die genannten Züchter Angorakaninchen, Hermelinkaninchen und Japanerkaninchen. Nachdem 1985 erstmals dem Zuchtziel entsprechende Tiere erhalten wurden, wurde das Jamorakaninchen 1990 erstmals in Nürnberg auf einer Schau gezeigt. Die Anerkennung durch den Zentralverband Deutscher Kaninchenzüchter erfolgte 1994.

## Ähnliche Rassen
In der Haarstruktur und im Erscheinungsbild ähnelt das Jamora-Kaninchen den etwas kleineren Fuchszwergen.
Aus anderen Ländern sind keine entsprechenden Rassen bekannt.